# Benet Fontanella
Benet Fontanella (Olot, Garrotxa, 16 de juny de 1575- 21 de febrer de 1627), fou abat del monestir de Sant Pere de Besalú. Va ésser nomenat President de la Generalitat de Catalunya el 22 de juliol de 1620.
Fill de Joan Fontanella i Jerònima. Era oncle del reputat jurista Joan Pere Fontanella. Va cursar estudis de lletres al convent dels carmelites d'Olot, de gramàtica i llatí al monestir benedictí de Sant Pere de Besalú. A Barcelona estudià el batxillerat. Ingressà al monestir de Besalú com a cambrer el 1595 i el 1604 passà a Portella com a abat. El 1611 és nomenat abat de Sant Pere de Besalú, substituint a Francesc de Gavarrer. Va traslladar les relíquies dels sants Prim i Felicià d'Agen de Besalú a Olot, amb forces disputes i intervenció del bisbat de Girona, del tribunal de la Inquisició i del papa de Roma.

## Presidència de la Generalitat
Durant el seu trienni al front de la Generalitat s'intensificà el problema institucional arrel del cobrament del quint, ja que, més enllà de l'aspecte econòmic, el cobrament directe del fisc reial al municipis obria una via de control directa de la corona sense comptar amb la Diputació. El darrer virrei de Felip II, Fernando Afán de Ribera y Enríquez s'havia destacat en el cobrament de l'impost.
Al pujar al tron Felip III d'Aragó no va anar a jurar les Constitucions i la Diputació i el Consell de Cent es van negar a acceptar la continuïtat del virrei que tant els havia oprimit al·legant que si el rei no havia jurat tampoc ho podia fer el seu virrei.
En acabar el trienni va haver d'afrontar una acusació per manipular les borses de la insaculació, els fons públics i, fins i tot, furtar objectes del Palau de la Generalitat.